# Causse de Sévérac
Die Causse de Sévérac ist ein Kalksteinplateau in der südlich-zentralen Region des französischen Zentralmassivs. Sie ist Teil der großen Kalkplateaus Grand Causses und des regionalen Naturparks der Grands Causses. Sie verdankt ihren Namen der Gemeinde Sévérac-le-Château (Département Aveyron), die sich am südlichen Ende der Causse befindet. 

Dolmen auf der Causse de Sévérac

Das Plateau liegt auf einer Höhe von 700 bis 1.250 m. Die Oberfläche ist durch die seit Jahrhunderten betriebene Beweidung durch Schafe geprägt.
Die Hauptstadt dieser Region, Sévérac-le-Château, ist schon seit der Antike eine Festung.
Archäologie und Toponymie zeigen, dass Menhire auf diesem Plateau selten sind, aber es gibt hallstättische Hügelgräber zu entdecken, die oft in der Nähe von Dolmen der Kupfersteinzeit stehen, wie in der Region Bourrines auf der Causse de Sévérac.